# Дачне (Павлоградський район)
Да́чне (до 2016 року — Котовець) — село в Україні, Павлоградському районі Дніпропетровської області. Входить до складу Межиріцької сільської громади. Населення за переписом 2001 року становить 78 осіб.

## Географія
Село Котовець розміщене на відстані 2,5 км від села Максимівка (Синельниківський район). По селу протікає пересихаючий струмок із загатою. Поруч проходить автомобільна дорога Т 0428.

## Населення

### Мова
Розподіл населення за рідною мовою за даними перепису 2001 року:
| Мова       | Кількість | Відсоток |
| ---------- | --------- | -------- |
| українська | 66        | 84.62%   |
| російська  | 12        | 15.38%   |
| Усього     | 78        | 100%     |